# Aleksei Grishchenko
Aleksei Vasilevitch Grishchenko (em russo: Алексей Васильевич Грищенко) (1883-1977) foi um pintor ucraniano.
Grishchenko estudou Filologia nas universidades de Kiev, Petrogrado e Moscovo. Ademais, formara-se como pintor em Kiev, na escola de desenho de pintura de Aleksandr Iuon em Moscovo (1910) e no estúdio de Ilia Mashkov (1911). Entre 1911 e 1912, viajou por França e Itália e entre 1912 e 1914, por diversas cidades da Rússia, estudando a pintura russa tradicional.
Desde 1902, Grishchenko fazia parte de diversas sociedades de exposição, como a Nova Sociedade de Artistas, o Salon de Moscovo, o Valete de Diamantes, a União dos Jovens, o Mir Iskusstva, e a Associação de Artistas Independentes da Ucrânia. Participou também na exposição "Primitivismo tectónico e dinamismo da cor", em cujo catálogo escreveu, junto com Aleksandr Shevtchenko, uma crítica contra a arte de design puro, em que estavam envolvidos os artistas máis radicais como Vladimir Tatlin, e defendendo a pintura de cavalete como a mais adequada à criatividade moderna.
Em 1922, Grishchenko estabeleceu-se definitivamente na França. A obra de Grishchenko ganhou muita importância entre os artistas da época pela sua incorporação do cubismo na representação da natureza e pelo uso de combinações de cor inspiradas por elementos da iconografia russa.

## Outros artigos
- Valete de Diamantes
- Mir Iskusstva
- Ilia Mashkov